# Marquesado de Campo Verde
El Marquesado de Campo Verde es un título nobiliario español creado el 12 de octubre de 1688 por el rey Carlos II a favor de Luis Torres de Navarra y Monsalve, Alcalde Mayor de Sevilla.
Este título fue rehabilitado en 1955 por María Manuela de Osorno y Torres-Linero.

## Marqueses de Campo Verde
|                                     | Titular                                                                              | Periodo                |
| Creación por Carlos II              | Creación por Carlos II                                                               | Creación por Carlos II |
| ----------------------------------- | ------------------------------------------------------------------------------------ | ---------------------- |
| I                                   | Luis Torres de Navarra y Monsalve                                                    | 1688-                  |
| II                                  | María Josefa Torres de Navarra y Monsalve                                            |                        |
| III                                 | Luis González de Aguilar Torres de Navarra                                           | 1694-1779              |
| IV                                  | Francisco González de Aguilar y Nava                                                 | 1779-                  |
| V                                   | José González de Aguilar y Mora                                                      |                        |
| VI                                  | Luis María González de Aguilar-Torres de Navarra y Castro                            | ? -1832                |
| VII                                 | José María González de Aguilar-Torres de Navarra y Álvarez de las Asturias Bohórquez | 1832-                  |
| VIII                                | Jacoba González de Aguilar-Torres de Navarra y de la Cerda                           | 1859-                  |
| IX                                  | Luis Osorno y González de Aguilar                                                    | ? -1900                |
| X                                   | Luis Osorno y Marín                                                                  | 1900-1918              |
| XI                                  | Luis Osorno Torres-Linero                                                            | 1918-1922              |
| XII                                 | Josefina de Mendoza y Montero de Espinosa                                            | 1922-1955              |
| Rehabilitación por Francisco Franco |                                                                                      |                        |
| XIII                                | María Manuela de Osorno Torres-Linero                                                | 1955-2013              |
| XIV                                 | Juan Luis Villanueva y Ruíz-Mateos                                                   | 2014-actual titular    |

## Historia de los Marqueses de Campo Verde
- Luis Torres de Navarra y Monsalve, I marqués de Campo Verde. Le sucedió su hija:

- María Josefa Torres de Navarra y Monsalve, II marquesa de Campo Verde.

1. Casó con Francisco Melchor González de Aguilar y Rojas, I conde de Santa Gadea (antigua denominación). Le sucedió su hijo:

- Luis González de Aguilar y Torres de Navarra (1690-1779), III marqués de Campo Verde, II conde de Santa Gadea.

1. Casó con Josefa de Nava Grimón y Aguilar. Le sucedió su hijo:

- Francisco González de Aguilar y Nava, IV marqués de Campo Verde, III conde de Santa Gadea. Le sucedió su hijo:

- José González de Aguilar y Mora, V marqués de Campo Verde, IV conde de Santa Gadea. Le sucedió su hijo:

- Luis María González de Aguilar-Torres de Navarra y Castro (f. en 1832), VI marqués de Campo Verde, V conde de Santa Gadea. Le sucedió su hijo:

- José María González de Aguilar-Torres de Navarra y Álvarez de las Asturias Bohórquez (n. en 1796), VII marqués de Campo Verde, VI conde de Santa Gadea. Le sucedió su hija:

- Jacoba González de Aguilar-Torres de Navarra y de la Cerda (1826-1889), VIII marquesa de Campo Verde. Le sucedió su primo hermano, nieto del sexto marqués:

- Luis Osorno y González de Aguilar-Torres de Navarra (1826-1900), IX marqués de Campo Verde. Le sucedió su hijo:

- Luis Osorno y Marín (1882-1918), X marqués de Campo Verde. Le sucedió su hijo:

- Luis Osorno Torres-Linero (1907-1936), XI marqués de Campo Verde. Le sucedió un descendiente, en quinto grado, del tercer marqués:

- Josefina de Mendoza y Montero de Espinosa (f. en 1979), XII marquesa de Campo Verde, VIII condesa de Rojas, VI condesa de la Corte de la Berrona.

1. Casó con Jesús de Ugalde y Agúnez. Le sucedió, por rehabilitación en 1955, la hermana del undécimo marqués:

Rehabilitado en 1955  por:
- María Manuela de Osorno Torres-Linero (1908-2013), XIII marquesa de Campo Verde. Le sucede:

- Juan Luis Villanueva y Ruiz-Mateos (1957-), XIV marqués de Campo Verde.